# Oscar Piastri
Oscar Jack Piastri (Melbourne, 6 de abril de 2001) é um automobilista australiano que atualmente compete na Fórmula 1 pela equipe McLaren.
Piastri foi campeão da Eurocopa de Fórmula Renault em 2019 com a equipe R-ace GP, do Campeonato de Fórmula 3 da FIA em 2020 e do Campeonato de Fórmula 2 da FIA em 2021 com a Prema Racing.

## Biografia
Oscar Piastri é natural de Melbourne, Austrália, sendo filho de Chris e Nicole Piastri (nascida MacFadyen). Seu pai serviu como seu mecânico durante os primeiros anos de carreira dele na Austrália e é o fundador e proprietário da HP Tuners, uma empresa de software automotivo de diagnóstico de veículos. Oscar cresceu no subúrbio de Brighton com três irmãs mais novas; Hattie, Edie e Mae, posteriormente se mudando para o Reino Unido por conta de sua carreira automobilística. Oscar afirma ter herança italiana, iugoslava e chinesa do lado de seu pai, e herança escocesa e irlandesa do lado de sua mãe.
Piastri estudou no colégio particular Haileybury College Melbourne e depois no Haileybury and Imperial Service College na Inglaterra, como aluno interno com bolsa de estudos esportiva. Piastri torce para o Richmond Tigers, e além de apoiar a seleção australiana de críquete, ele acompanha o Delhi Capitals na IPL, desde que fez uma postagem em seu perfil no X (antigo Twitter) pedindo recomendações de qual time apoiar. Piastri tem um relacionamento de longa data com Lily Zneimer, uma engenheira que ele conheceu enquanto estava no internato em 2019.

## Carreira

### Kart
Piastri começou a correr com carros de controle remoto em nível nacional antes de começar sua carreira no kart em 2011. Tendo se tornado profissional e competido em várias corridas e campeonatos australianos em 2014, Piastri se juntou aos campeonatos de kart europeus e outros campeonatos sancionados pela CIK-FIA com a equipe Ricky Flynn Motorsport no ano seguinte, terminando em sexto no Campeonato Mundial de 2016 no Barém.

### Fórmula 4
Piastri foi introduzido aos monopostos em 2016, ao participar de algumas rodadas do Campeonato dos Emirados Árabes Unidos de Fórmula 4 pela equipe Dragon GP. O australiano teve dois pódios e encerrou o campeonato na sexta posição, com 94 pontos.
Em 2017, Piastri esteve no Campeonato Britânico de Fórmula 4, competindo pela equipe TRS Arden Junior Team com os britânicos Ayrton Simmons, Alex Quinn e Olli Caldwell, além do norte-americano Yves Baltas. Piastri teve seis poles, seis vitórias e 13 pódios no total, o que lhe rendeu 376,5 pontos e o vice-campeonato, superando Logan Sargeant, o terceiro, por 19,5 pontos. O título foi para o britânico Jamie Caroline, que fez 65,5 pontos a mais que o australiano.

### Fórmula Renault
A primeira participação de Piastri em um campeonato de Fórmula Renault foi em 2017, quando ele competiu na quinta e última rodada da Copa da Europa do Norte de Fórmula Renault. Correndo pela Arden Motorsport, o australiano terminou em oitavo nas duas corridas de Hockenheimring, o que lhe rendeu 26 pontos e a 21ª posição. Ele voltou ao campeonato em 2018, como piloto convidado, participando de oito rodadas a partir de Spa-Francorchamps. Seu melhor resultado foi um segundo lugar na última corrida em Hockenheimring, e ele teria feito três pódios no total, mas seus resultados não valeram porque ele não era elegível para marcar pontos.

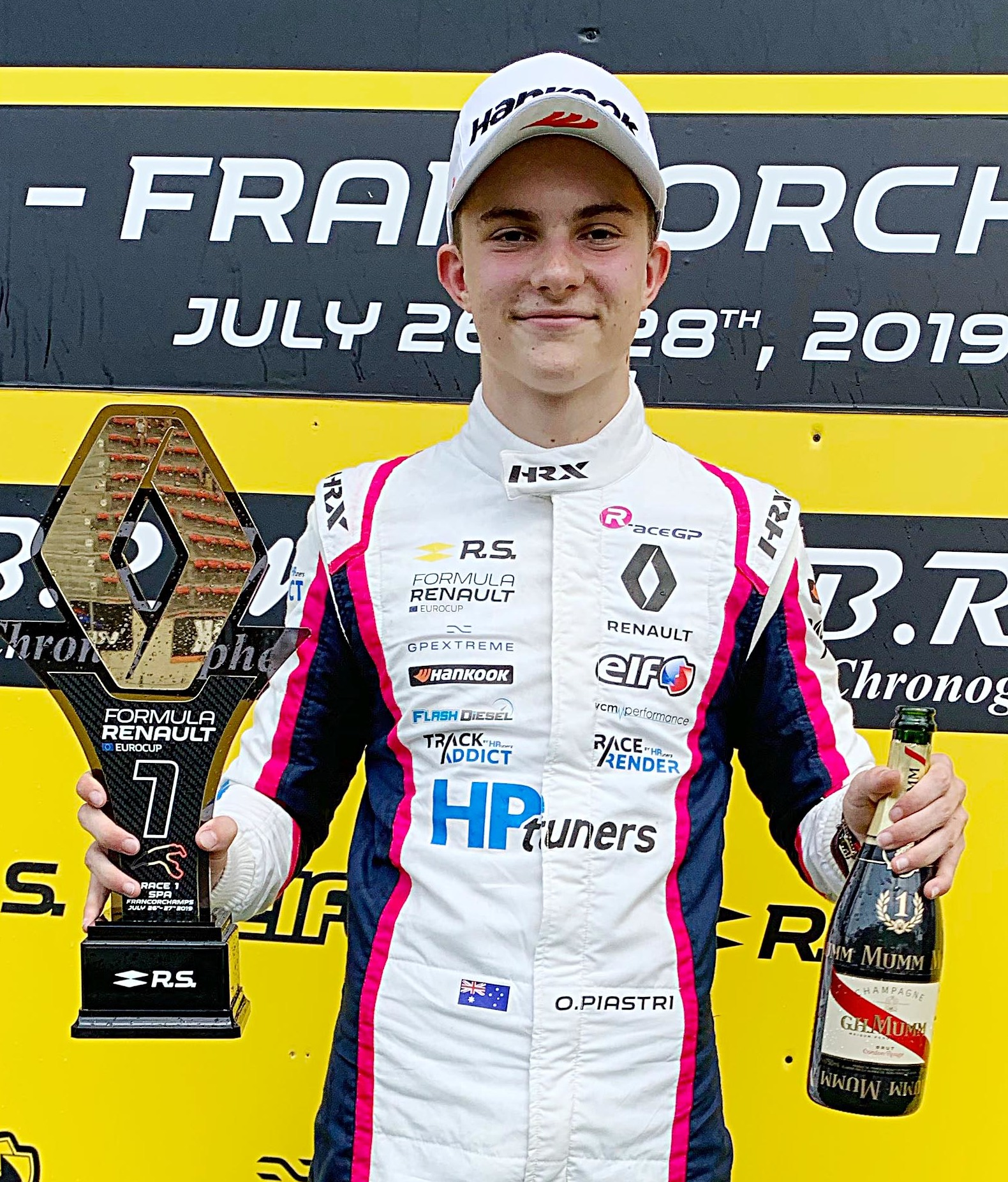
Oscar Piastri em 2019, com o troféu de vencedor da corrida de Spa-Francorchamps

Piastri estreou na Eurocopa de Fórmula Renault em 2018, competindo pela Arden Motorsport juntamente com o marroquino Sami Taoufik e os russos Aleksandr Vartanyan e Nikita Volegov. Piastri fez dois terceiros lugares em Spa-Francorchamps e Hockenheimring, ficando com 110 pontos e o oitavo lugar.
Ele seguiu na Eurocopa de Fórmula Renault em 2019, mas mudou de equipe, se juntando à R-ace GP, que tinha sido campeã de construtores na temporada anterior. Piastri, que correu com licença britânica, se juntou ao brasileiro Caio Collet e ao russo Alexander Smolyar. Piastri disputou o título com o francês Victor Martins, mas o australiano controlou a vantagem durante toda a temporada, na qual só não ficou no Top-5 na corrida 1 de Monza, quando foi o 18º, na corrida 2 de Paul Ricard, quando foi o sexto, e na corrida 1 de Hungaroring, na qual não largou. Piastri se consagrou como campeão após a última rodada em Yas Marina, quando venceu a corrida 1 e ficou em quarto na corrida 2. Ao todo, Piastri teve sete vitórias e onze pódios, somando 320 pontos e tendo 7,5 de vantagem sobre Martins.

### GP3 Series
Em dezembro de 2018, Piastri participou do teste de pós-temporada da GP3 Series em Yas Marina com a equipe Trident.

### Fórmula 3
Em outubro de 2019, Piastri se juntou ao teste de pós-temporada do Campeonato de Fórmula 3 da FIA com a equipe campeã Prema Racing. Em janeiro de 2020, a equipe italiana contratou Piastri para a disputa da temporada de 2020, com ele correndo ao lado do dinamarquês Frederik Vesti e do seu velho rival norte-americano Logan Sargeant. O australiano travou uma intensa disputa pelo título com mais três pilotos: Vesti, Sargeant e Théo Pourchaire, da equipe ART Grand Prix, com apenas os dois últimos lutando com Piastri na última corrida da última rodada. Sargeant, que liderou a maior parte do campeonato, bateu e abandonou, e Pourchaire fez uma boa corrida de recuperação para chegar em terceiro. Mas Piastri conseguiu ficar em sétimo, o que lhe garantiu o título, mesmo tendo apenas duas vitórias e seis pódios em 18 corridas. O australiano somou pontos no total, tendo apenas três de vantagem para o vice Pourchaire e quatro de vantagem para o terceiro colocado Sargeant.

### Fórmula 2

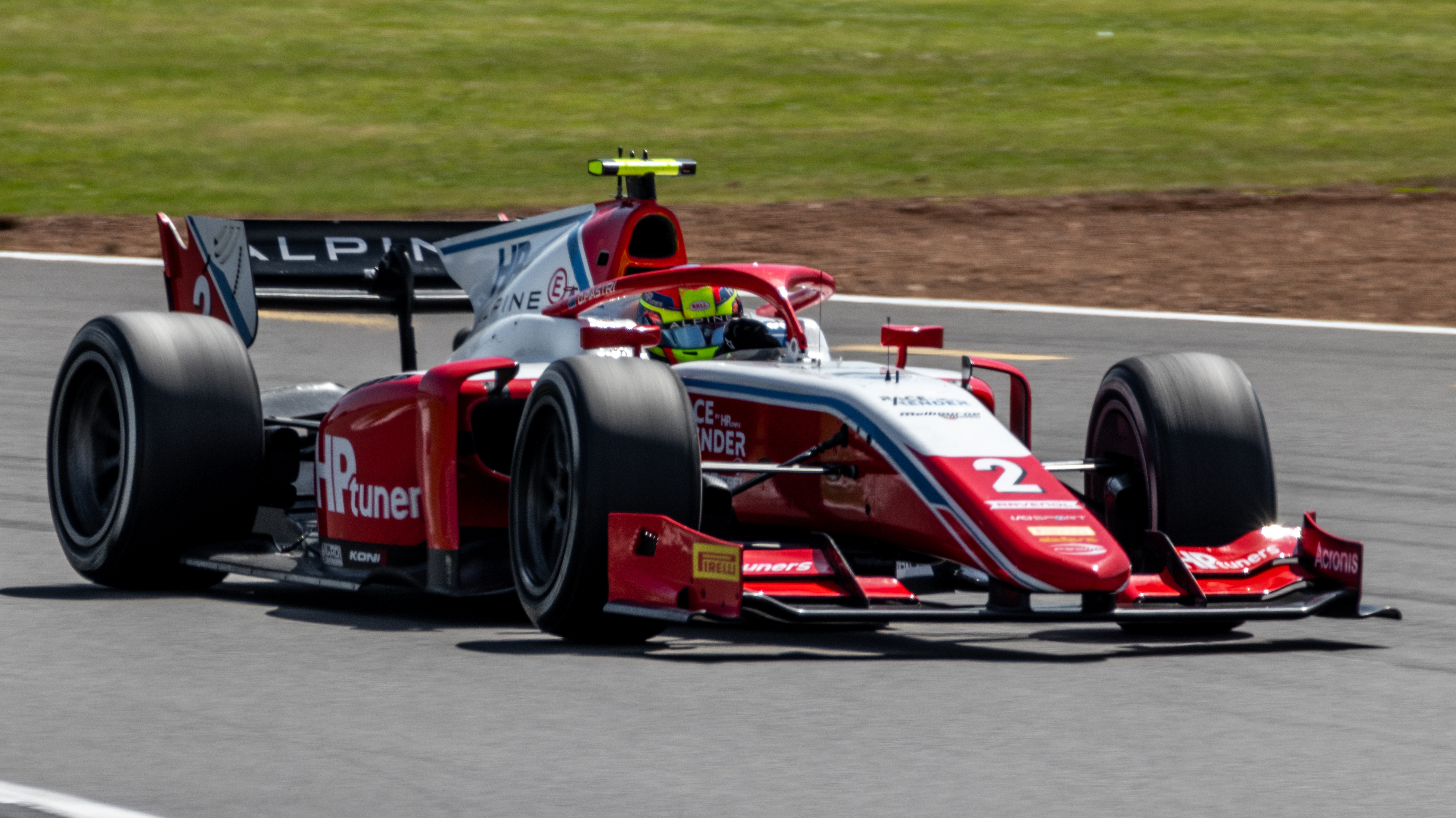
Piastri pilotando o carro nº 2 da Prema em Silverstone

Em 1 de dezembro de 2020, foi anunciado que Piastri disputaria o Campeonato de Fórmula 2 da FIA de 2021 com a equipe Prema Racing, correndo ao lado do russo da Ferrari Driver Academy Robert Shwartzman. Piastri fez uma temporada dominante onde obteve 5 pole positions consecutivas, seis vitórias durante o ano e 11 pódios. Sagrou-se campeão na corrida 1 de Abu Dhabi, acumulando 252,5 pontos, 60,5 a mais que o vice-campeão Robert Shwartzman.
Com esse título, Piastri se tornou o primeiro estreante campeão da F2 e da F3 em sequência desde George Russell em 2018. Além deles, o outro rookie a vencer esses campeonatos tinha sido Charles Leclerc em 2017, e o próximo pós Piastri a realizar esse feito foi Gabriel Bortoleto em 2024. Isso fez Piastri ser comparado a Leclerc e Russell, com o australiano sendo visto como um nome promissor para a Fórmula 1.

### Fórmula 1

#### Alpine (2020–2022)
Piastri ingressou na Renault Sport Academy em janeiro de 2020. No final do ano, após ser campeão da Fórmula 3, ele participou de seu primeiro teste de Fórmula 1 com a Renault F1 Team, pilotando o R.S.18 no Barém ao lado dos seus colegas da academia Christian Lundgaard e Zhou Guanyu. Piastri permaneceu como parte da agora renomeada Alpine Academy em 2021, voltando a dirigir o R.S.18 com Zhou em Silverstone, e mais tarde, dirigindo o Alpine A521 no teste de jovens pilotos da pós-temporada no Circuito de Yas Marina em dezembro.
Após ser campeão da Fórmula 2, Piastri passou a ser piloto reserva da Alpine F1 Team para a temporada de 2022, também sendo disponibilizado como piloto reserva da McLaren após um acordo entre as duas equipes. Ele participou das sessões de testes da Alpine com o A521 durante toda a temporada, incluindo nos circuitos das Américas, de Lusail e de Silverstone. O chefe da equipe McLaren, Andreas Seidl, confirmou mais tarde que Piastri teve uma sessão de testes privada de dois dias em um carro McLaren de especificação anterior em Paul Ricard na semana anterior ao GP de São Paulo.

##### Imbróglio contratual
Em junho de 2022, foi relatado que Piastri estava definido para pilotar pela Williams em 2023 por empréstimo da Alpine, que deveria manter Esteban Ocon e Fernando Alonso. Porém, no início de agosto, Alonso anunciou que deixaria a equipe para substituir Sebastian Vettel na Aston Martin. No dia seguinte, a Alpine anunciou que Piastri substituiria Alonso em 2023, embora o comunicado de imprensa não continha citações do próprio Piastri. Pouco tempo depois, Piastri rejeitou o anúncio da Alpine através de um publicação no Twitter, afirmando que ele não havia assinado um contrato com a equipe e que não iria pilotar para eles em 2023:
Oscar Piastri [@oscarpiastri] (2 de agosto de 2022). «I understand that, without my agreement, Alpine F1 have put out a press release late this afternoon that I am driving for them next year. This is wrong and I have not signed a contract with Alpine for 2023. I will not be driving for Alpine next year.» [Eu entendo que, sem o meu consentimento, a Alpine F1 divulgou um comunicado à imprensa no final da tarde de que pilotarei para eles no próximo ano. Isso está errado e não assinei contrato com a Alpine para 2023. Não vou pilotar pela Alpine no próximo ano] (Tweet) (em inglês). Arquivado do original em 2 de agosto de 2022  – via Twitter 
O chefe de equipe da Alpine, Otmar Szafnauer, criticou as ações de Piastri e a "integridade como ser humano", dizendo que esperava lealdade do ex-piloto da academia e ameaçou levar o caso do contrato ao tribunal. Uma audiência do Conselho de Reconhecimento de Contratos da FIA (CRB) iniciou em 29 de agosto de 2022, com a intenção de determinar se Piastri havia sido contratado pela Alpine ou se ele estava livre para se juntar a uma equipe diferente em 2023. Se a Alpine tivesse vencido o caso com o conselho, a equipe poderia ter obrigado Piastri a cumprir seu contrato e correr pela equipe em 2023, ou poderia ter buscado uma taxa de compensação pelos serviços de Piastri de qualquer outra equipe interessada.
Antes do Grande Prêmio dos Países Baixos de 2022, o CRB decidiu contra a Alpine, com a mudança de Piastri para a McLaren confirmada logo em seguida. Em seu julgamento final, o CRB também revelou a data em que Piastri assinou formalmente seu contrato com a McLaren, que era 4 de julho de 2022 – um dia após o Grande Prêmio da Grã-Bretanha de 2022. Este contrato inicialmente apenas garantia a Piastri um papel de reserva para 2023, com uma promoção para piloto titular dependente da equipe de Woking poder concordar com a rescisão do seu contrato com Daniel Ricciardo – que foi acordado antes do Grande Prêmio da Bélgica de 2022. Piastri disse que uma "quebra de confiança" entre ele e Alpine estava por trás de sua decisão de deixar a equipe baseada em Enstone.

#### McLaren (2023–)

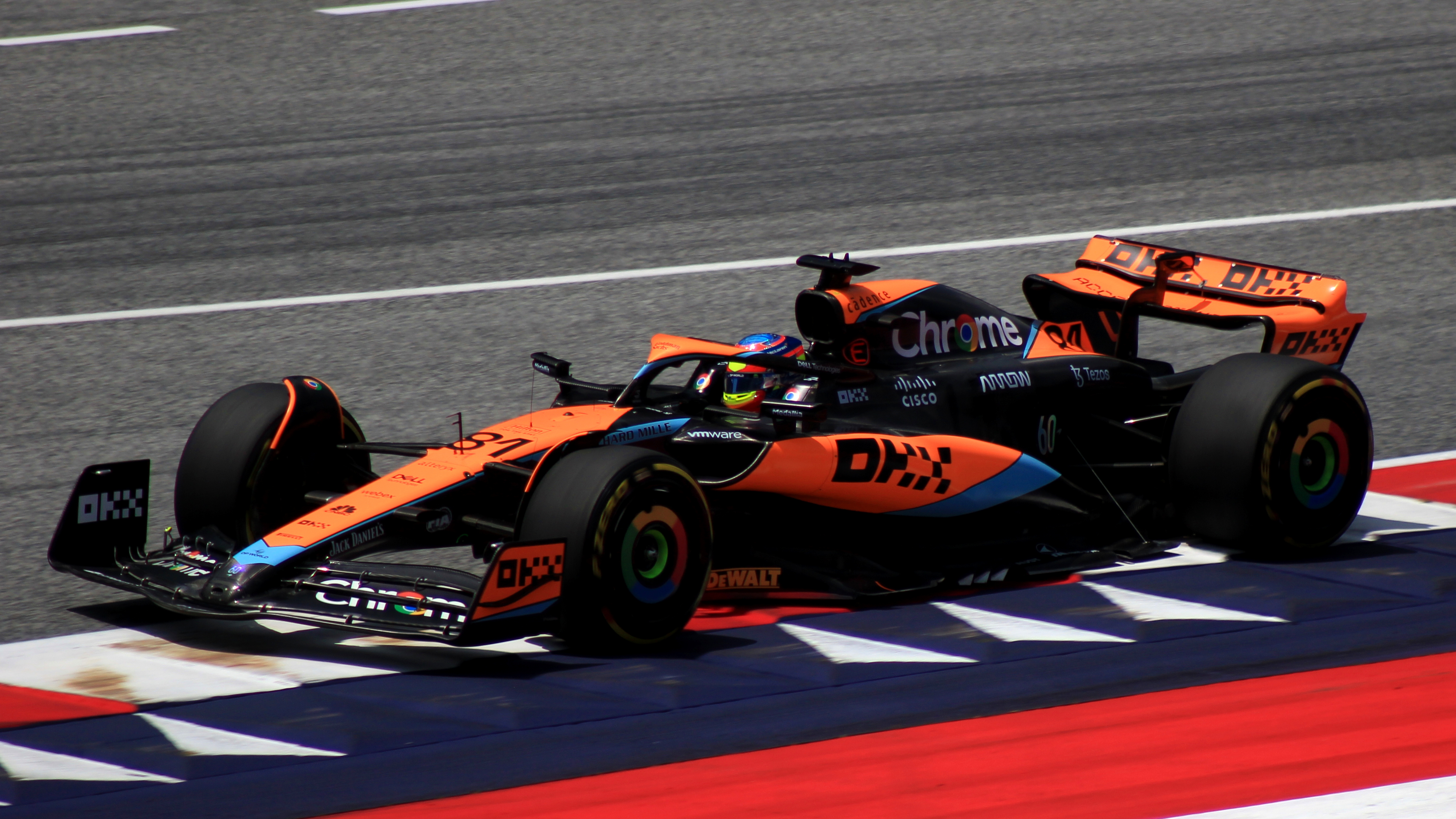
Piastri durante o Grande Prêmio da Áustria de 2023

Em 2 de setembro de 2022, a McLaren anuncia a contratação de Piastri para a disputa da temporada de 2023 da Fórmula 1, ao lado de Lando Norris e substituindo Daniel Ricciardo. Com isso, em 5 de março de 2023, ele se tornou oficialmente a primeira pessoa nascida no terceiro milênio e a segunda não nascida no Século XX (a outra pessoa é o italiano Luigi Fagioli, nascido em 1898) a competir na Fórmula 1, largando para o Grande Prêmio do Barém; Piastri saiu da 18ª posição e abandonou após 13 voltas.
Em 20 de setembro de 2023, foi anunciado que a McLaren havia prorrogado o contrato de Piastri em um acordo multianual que o manterá na equipe de Woking até o fim da temporada de 2026. Em 7 de outubro do mesmo ano, Piastri alcançou sua primeira vitória em uma corrida sprint de Fórmula 1 no Grande Prêmio do Catar de 2023, depois de se qualificar na pole position na classificação da corrida sprint pela primeira vez em sua carreira na Fórmula 1. Na corrida em si, ele terminou em segundo, à frente do companheiro de equipe Norris, conquistando seu melhor resultado na Fórmula 1 e o segundo da temporada na corrida principal, bem como prêmios consecutivos de piloto do dia.

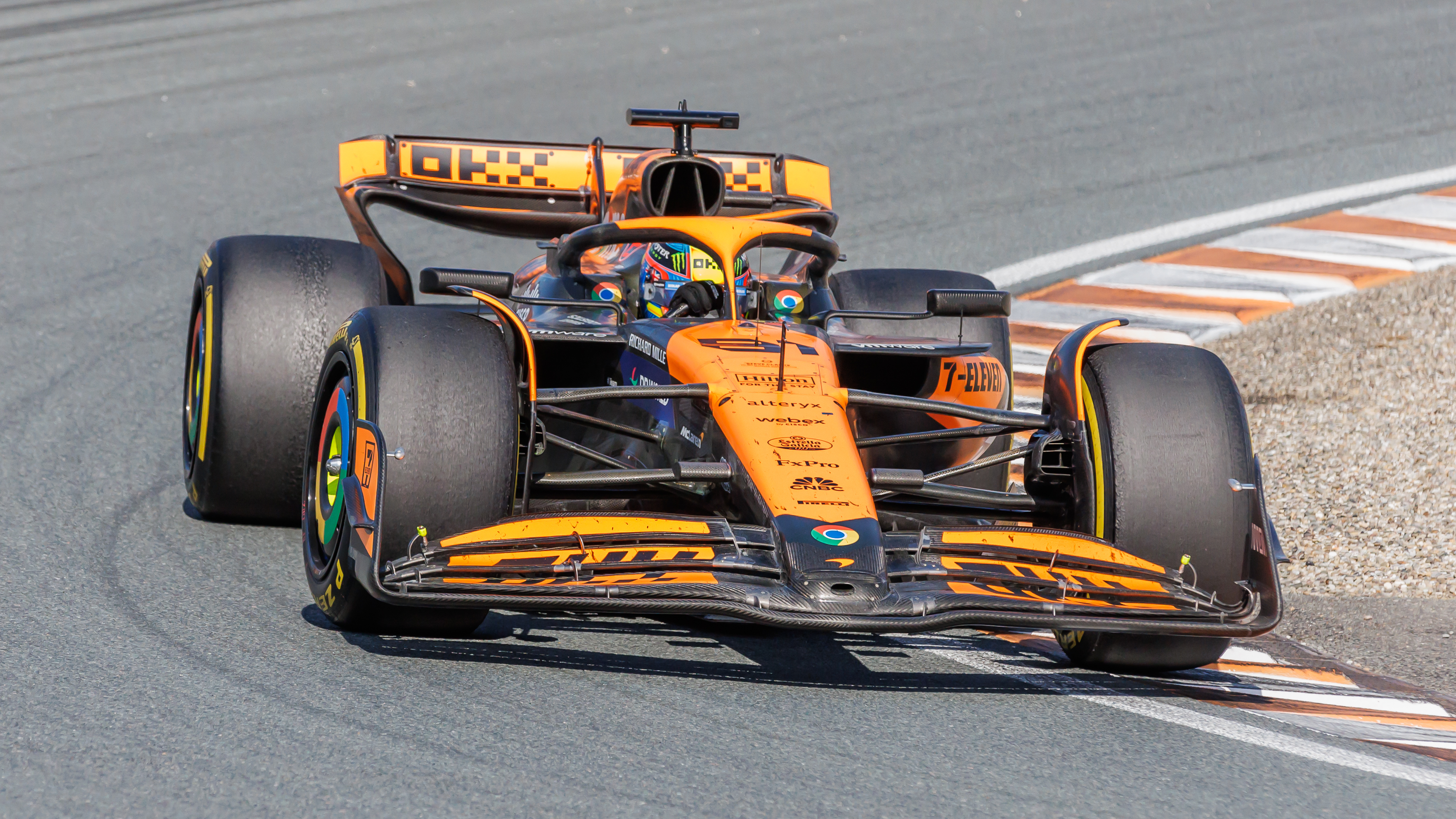
Piastri competindo na etapa neerlandesa da F1 em 2024

Em 21 de julho de 2024, Piastri alcançou sua primeira vitória numa corrida principal de Fórmula 1, no Grande Prêmio da Hungria de 2024, com ele tornando-se o 115º vencedor de um Grande Prêmio de Fórmula 1, o primeiro piloto nascido no século 21 e o quinto piloto australiano a vencer um corrida. Mas essa vitória foi marcada por uma polêmica ordem de equipe da McLaren, que fez Lando Norris ceder a posição ao companheiro de equipe, para tentar corrigir um equívoco ao ter mandado o australiano para os boxes no momento errado, permitindo um undercut de Norris.
Piastri voltou a vencer no Grande Prêmio do Azerbaijão, após ultrapassar o pole position Charles Leclerc na vigésima volta, e com esse triunfo, mais o quarto lugar de Lando Norris, a McLaren assumiu a liderança no campeonato de construtores pela primeira vez desde 2014. O australiano contabilizou mais uma vitória em sprints na etapa do Catar, após Lando Norris decidir espontaneamente lhe ceder a posição, alegando que estava retribuindo o favor feito por Piastri no Brasil. Oscar encerrou a temporada na quarta colocação, com oito pódios, duas vitórias e 292 pontos, ficando duas posições abaixo de Norris, o vice-campeão, e ajudando a McLaren a vencer o mundial de construtores pela primeira vez desde 1998. Em 2024, o australiano também foi o primeiro piloto não-campeão a completar todas as voltas de uma temporada de Fórmula 1.

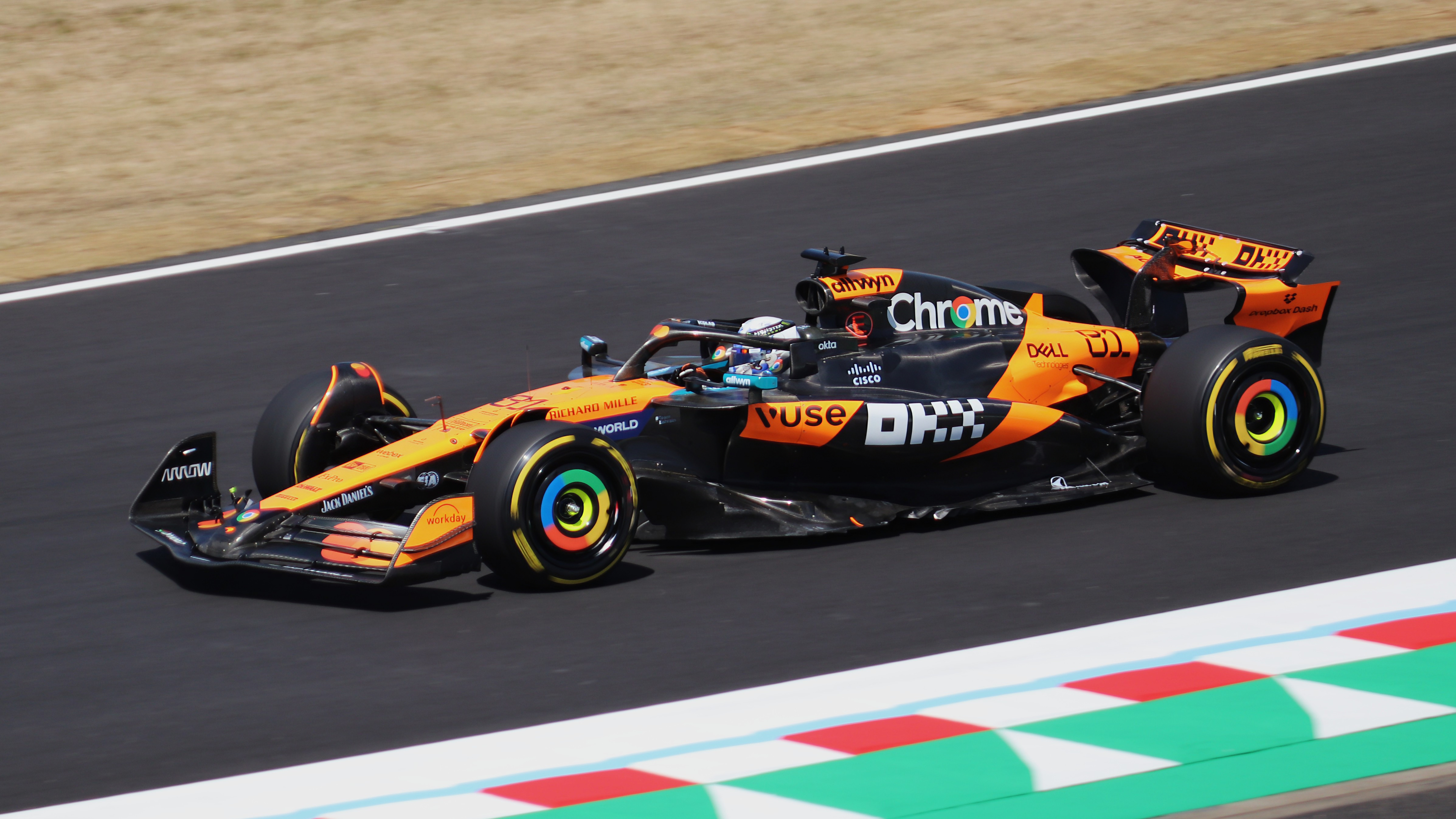
Piastri durante os treinos livres do

Em 11 de março de 2025, pouco antes do GP da Austrália, a McLaren anunciou a renovação do contrato de Piastri por múltiplos anos. Essa prova, que abriu a temporada da Fórmula 1, teve o australiano brigando pela vitória em vários momentos, mas um erro gerado pela chegada da chuva o jogou para o final do grid, e Piastri teve que se recompor para conseguir um nono lugar. Em 22 de março, Piastri fez sua primeira pole position da carreira no GP da China, que também foi a sua primeira vitória do ano. Somou mais um pódio com o terceiro lugar no Japão. No Barém, Piastri obteve seu primeiro hat-trick (pole, vitória e volta mais rápida), se tornando o 49º piloto da história da F1 a conquistar esse feito. E na Arábia Saudita, Piastri desbancou o pole Max Verstappen, punido com cinco segundos por ter saído da pista numa disputa com o australiano, para vencer pela terceira vez na temporada, e pela quinta vez na carreira. Seus resultados o colocaram como líder do campeonato pela primeira vez na carreira, com Piastri sendo o primeiro piloto australiano a liderar a F1 desde Mark Webber em 2010.

## Registros na carreira

### Resumo
| Temnporada | Categoria                          | Equipe                      | Corridas         | Vitórias         | Poles            | V.M.R.           | Pódios           | Pontos           | Class.           |
| ---------- | ---------------------------------- | --------------------------- | ---------------- | ---------------- | ---------------- | ---------------- | ---------------- | ---------------- | ---------------- |
| 2016–17    | Fórmula 4 dos Emirados Árabes      | Dragon F4                   | 11               | 0                | 0                | 0                | 2                | 94               | 6.º              |
| 2017       | Fórmula 4 Britânica                | TRS Arden Junior Team       | 30               | 6                | 6                | 5                | 13               | 376.5            | 2.º              |
| 2017       | Fórmula Renault da Europa do Norte | Arden Motorsport            | 2                | 0                | 0                | 0                | 0                | 26               | 21.º             |
| 2018       | Eurocopa de Fórmula Renault        | Arden Motorsport            | 20               | 0                | 0                | 0                | 3                | 110              | 8.º              |
| 2018       | Fórmula Renault da Europa do Norte | Arden Motorsport            | 8                | 0                | 0                | 0                | 0                | 0                | NC               |
| 2019       | Eurocopa de Fórmula Renault 2.0    | R-ace GP                    | 19               | 7                | 5                | 6                | 11               | 320              | 1.º              |
| 2020       | Fórmula 3                          | Prema Racing                | 18               | 2                | 0                | 4                | 6                | 164              | 1.º              |
| 2021       | Fórmula 2                          | Prema Racing                | 23               | 6                | 5                | 6                | 11               | 252.5            | 1.º              |
| 2022       | Fórmula 1                          | BWT Alpine Formula One Team | Piloto de testes | Piloto de testes | Piloto de testes | Piloto de testes | Piloto de testes | Piloto de testes | Piloto de testes |
| 2022       | Fórmula 1                          | McLaren F1 Team             | Piloto reserva   | Piloto reserva   | Piloto reserva   | Piloto reserva   | Piloto reserva   | Piloto reserva   | Piloto reserva   |
| 2023       | Fórmula 1                          | McLaren F1 Team             | 22               | 0                | 1                | 3                | 2                | 97               | 9°               |
| 2024       | Fórmula 1                          | McLaren F1 Team             | 23               | 2                | 0                | 1                | 8                | 292              | 4º               |
| 2025       | Fórmula 1                          | McLaren F1 Team             | 5                | 3                | 2                | 1                | 4                | 99               | 1º               |

### Resultados na Fórmula 1
| Temporada | Equipe          | Chassis       | Motor                           | 1       | 2      | 3     | 4      | 5      | 6       | 7      | 8      | 9      | 10    | 11    | 12       | 13    | 14     | 15    | 16    | 17     | 18      | 19    | 20     | 21     | 22    | 23     | 24     | Class. | Pontos |
| --------- | --------------- | ------------- | ------------------------------- | ------- | ------ | ----- | ------ | ------ | ------- | ------ | ------ | ------ | ----- | ----- | -------- | ----- | ------ | ----- | ----- | ------ | ------- | ----- | ------ | ------ | ----- | ------ | ------ | ------ | ------ |
| 2023      | McLaren F1 Team | McLaren MCL60 | Mercedes M14 E Performance V6 t | BHR Ret | SAU 15 | AUS 8 | AZE 11 | MIA 19 | MON 10  | ESP 13 | CAN 11 | AUT 16 | GBR 4 | HUN 5 | BEL Ret2 | NED 9 | ITA 12 | SIN 7 | JPN 3 | QAT 21 | USA Ret | MXC 8 | SAP 14 | LAS 10 | ABU 6 |        |        | 9º     | 97     |
| 2024      | McLaren F1 Team | McLaren MCL38 | Mercedes M15 E Performance V6 t | BHR 8   | SAU 4  | AUS 4 | JPN 8  | CHN 87 | MIA 136 | EMI 4  | MON 2  | CAN 5  | ESP 7 | AUT 2 | GBR 2    | HUN 1 | BEL 2  | NED 4 | ITA 2 | AZE 1  | SIN 3   | USA 5 | MXC 8  | SAP 82 | LAS 7 | QAT 31 | ABU 10 | 4º     | 292    |
| 2025      | McLaren F1 Team | McLaren MCL39 | Mercedes                        | AUS 9   | CHN 12 | JPN 3 | BHR 1  | SAU 1  | MIA 12  | EMI 3  | MON 3  | ESP 1  | CAN 4 | AUT 2 | GBR 2    |       | HUN 2  | NED   | ITA   | AZE    | SIN     | USA   | MXC    | SAP    | LAS   | QAT    | ABU    | 1º*    | 284    |

(*) Temporada ainda em andamento